# Fausto Desalu
Eseosa “Fausto” Desalu (ur. 19 lutego 1994 w Casalmaggiore) – włoski lekkoatleta specjalizujący się w biegach sprinterskich.
Jego rodzice pochodzą z Nigerii. W 2012, po osiągnięciu pełnoletności, uzyskał włoskie obywatelstwo.
W 2013 zdobył brązowy medal w sztafecie 4 × 100 metrów podczas mistrzostw Europy juniorów w Rieti. Zwyciężył w biegu na 200 metrów podczas światowych igrzysk wojskowych (2015). Na eliminacjach zakończył występ na igrzyskach olimpijskich w Rio de Janeiro (2016). W 2018 zdobył złoto i srebro na igrzyskach śródziemnomorskich. Półfinalista mistrzostw świata w Dosze (2019). W 2021 zdobył złoto igrzysk olimpijskich w sztafecie 4 × 100 metrów.
Wielokrotny złoty medalista mistrzostw Włoch i reprezentant kraju na drużynowych mistrzostwach Europy i World Athletics Relays.

## Osiągnięcia
| Rok  | Impreza                                 | Miejsce        | Konkurencja        | Pozycja    | Wynik |
| ---- | --------------------------------------- | -------------- | ------------------ | ---------- | ----- |
| 2012 | Mistrzostwa świata juniorów             | Barcelona      | bieg na 200 m      | eliminacje | DQ    |
| 2012 | Mistrzostwa świata juniorów             | Barcelona      | sztafeta 4 × 100 m | eliminacje | 40,41 |
| 2013 | Mistrzostwa Europy juniorów             | Rieti          | bieg na 200 m      | 5. miejsce | 21,16 |
| 2013 | Mistrzostwa Europy juniorów             | Rieti          | sztafeta 4 × 100 m | 3. miejsce | 40,00 |
| 2014 | Superliga drużynowych mistrzostw Europy | Brunszwik      | sztafeta 4 × 100 m | 3. miejsce | 39,06 |
| 2014 | Mistrzostwa Europy                      | Zurych         | bieg na 200 m      | półfinał   | 20,73 |
| 2014 | Mistrzostwa Europy                      | Zurych         | sztafeta 4 × 100 m | –          | DNF   |
| 2015 | IAAF World Relays                       | Nassau         | sztafeta 4 × 100 m | eliminacje | 38,84 |
| 2015 | Światowe wojskowe igrzyska sportowe     | Mungyeong      | bieg na 200 m      | 1. miejsce | 20,64 |
| 2015 | Światowe wojskowe igrzyska sportowe     | Mungyeong      | sztafeta 4 × 100 m | 4. miejsce | 39,64 |
| 2016 | Mistrzostwa Europy                      | Amsterdam      | bieg na 200 m      | półfinał   | 20,94 |
| 2016 | Igrzyska olimpijskie                    | Rio de Janeiro | bieg na 200 m      | eliminacje | 20,65 |
| 2018 | Igrzyska śródziemnomorskie              | Tarragona      | bieg na 200 m      | 2. miejsce | 20,77 |
| 2018 | Igrzyska śródziemnomorskie              | Tarragona      | sztafeta 4 × 100 m | 1. miejsce | 38,49 |
| 2018 | Mistrzostwa Europy                      | Berlin         | bieg na 200 m      | 6. miejsce | 20,13 |
| 2018 | Mistrzostwa Europy                      | Berlin         | sztafeta 4 × 100 m | eliminacje | DQ    |
| 2019 | Superliga drużynowych mistrzostw Europy | Bydgoszcz      | bieg na 200 m      | 2. miejsce | 20,69 |
| 2019 | Mistrzostwa świata                      | Doha           | bieg na 200 m      | półfinał   | 20,73 |
| 2021 | World Athletics Relays                  | Chorzów        | sztafeta 4 × 100 m | 2. miejsce | 39,21 |
| 2021 | Superliga drużynowych mistrzostw Europy | Chorzów        | bieg na 200 m      | 1. miejsce | 20,48 |
| 2021 | Igrzyska olimpijskie                    | Tokio          | bieg na 200 m      | półfinał   | 20,43 |
| 2021 | Igrzyska olimpijskie                    | Tokio          | sztafeta 4 × 100 m | 1. miejsce | 37,50 |
| 2022 | Mistrzostwa świata                      | Eugene         | bieg na 200 m      | eliminacje | 20,63 |
| 2022 | Mistrzostwa świata                      | Eugene         | sztafeta 4 × 100 m | eliminacje | 38,74 |
| 2022 | Mistrzostwa Europy                      | Monachium      | bieg na 200 m      | półfinał   | 20,48 |
| 2023 | Mistrzostwa świata                      | Budapeszt      | bieg na 200 m      | eliminacje | 20,49 |
| 2024 | Mistrzostwa Europy                      | Rzym           | bieg na 200 m      | 5. miejsce | 20,59 |
| 2024 | Igrzyska olimpijskie                    | Paryż          | bieg na 200 m      | półfinał   | 20,37 |
| 2024 | Igrzyska olimpijskie                    | Paryż          | sztafeta 4 × 100 m | 4. miejsce | 37,70 |
| 2025 | World Athletics Relays                  | Kanton         | sztafeta 4 × 100 m | 5. miejsce | 38,20 |
| 2025 | I dywizja drużynowych mistrzostw Europy | Madryt         | bieg na 200 m      | 2. miejsce | 20,18 |
| 2025 | I dywizja drużynowych mistrzostw Europy | Madryt         | sztafeta 4 × 100 m | 4. miejsce | 38,46 |

## Rekordy życiowe
- bieg na 60 metrów (hala) – 6,67 (2022)
- bieg na 100 metrów – 10,21 (2022)
- bieg na 200 metrów – 20,08 (2024)

6 sierpnia 2021 biegł we włoskiej sztafecie 4 × 400 metrów, która czasem 37,50 ustanowiła aktualny rekord kraju w tej konkurencji.